# Iosif Dan
Iosif Dan (ur. 14 października 1950 w Sybinie, zm. 5 grudnia 2007 w Nowosybirsku) – rumuński polityk, senator, technik elektronik, jeden z przywódców rewolucji 1989 r., doradca prezydenta Iona Iliescu.
W latach 1967–1969 ukończył szkołę oficerską. Podczas rumuńskiej rewolucji kierował szturmem na siedzibę Komitetu Centralnego w Bukareszcie, a także był współorganizatorem pierwszych masowych demonstracji przeciwko rządzącemu krajem Nicolae Ceaușescu. Członek Frontu Ocalenia Narodowego, podczas zmian ustrojowych poparł byłego sekretarza KC komunistycznej partii Iona Iliescu, którego był doradcą od 1992 r. W 2006 r., został wraz z 20 innymi politykami z kręgów byłej opozycji antykomunistycznej oskarżony o rujnowanie państwa.
Zmarł 5 grudnia 2007 r., na raka płuc, podczas odbywanej kuracji w Nowosybirsku.